# اکدز
اکدز (به فرانسوی: Agdz) یک منطقهٔ مسکونی در مراکش است که در سوس ماسه درعه واقع شده‌است.